# لاسووو
لاسووو (به صربی: Lasovo) یک منطقهٔ مسکونی در صربستان است که در زایچار واقع شده‌است. لاسووو ۳۵۸ نفر جمعیت دارد.